# Sillago flindersi
 Sillago flindersi és una espècie de peix de la família Sillaginidae i de l'ordre dels perciformes.

## Morfologia
Els mascles poden assolir els 32 cm de longitud total.

## Distribució geogràfica
Es troba al Pacífic occidental: des del sud de Queensland (Austràlia) fins al sud del continent australià i la costa est de Tasmània.